# دم‌سرخ کوهی
دم‌سرخ کوهی (نام علمی: Phoenicurus erythrogastrus) نام یک گونه از تیره مگس‌گیران است.